# ون جنوب واكير
ون جنوب واكير أو ون سوث واكير هو ناطحة سحاب يبلغ ارتفاعه 550 قدم (168 م) طويل القامة ويقع في شيكاغو، إلينوي، الولايات المتحدة شيد المبنى بين عام 1979-1982 ولديه 40 طابقاً.
البرج ظهر في احدا الفيديوات الغناية ل دافت بانك في أغنية محروقة بالإنجليزية Burnin

## المستأجرين
- سينتاري الالمنيوم[2]
- أر أس أم
- رايس انتيراكتيف[3]

## انظر ايضاً
- قائمة أطول المباني في شيكاغو
- قائمة أطول المباني في مدينة نيويورك

## وصلات خارجية
- http://skyscraperpage.com/cities/?buildingID=18338
- Emporis

‌